# Harpactirella flavipilosa
Harpactirella flavipilosa är en spindelart som beskrevs av Lawrence 1936. Harpactirella flavipilosa ingår i släktet Harpactirella och familjen fågelspindlar. Inga underarter finns listade i Catalogue of Life.